# Liste der Biografien/Morp
Liste der Biografien |
Portal Biografien |
Personensuche
# |
A |
B |
C |
D |
E |
F |
G |
H |
I |
J |
K |
L |
M |
N |
O |
P |
Q |
R |
S |
T |
U |
V |
W |
X |
Y |
Z |
?
 
Ma |
Mb |
Mc |
Md |
Me |
Mf |
Mg |
Mh |
Mi |
Mj |
Mk |
Ml |
Mm |
Mn |
Mo |
Mp |
Mq |
Mr |
Ms |
Mt |
Mu |
Mv |
Mw |
Mx |
My |
Mz
 
Moa |
Mob |
Moc |
Mod |
Moe |
Mof |
Mog |
Moh |
Moi |
Moj |
Mok |
Mol |
Mom |
Mon |
Moo |
Mop |
Moq |
Mor |
Mos |
Mot |
Mou |
Mov |
Mow |
Mox |
Moy |
Moz
 
Mora |
Morb |
Morc |
Mord |
More |
Morf |
Morg |
Morh |
Mori |
Mork |
Morl |
Morm |
Morn |
Moro |
Morp |
Morr |
Mors |
Mort |
Moru |
Morv |
Morw |
Mory |
Morz
Die Liste der Biografien führt alle Personen auf, die in der deutschsprachigen Wikipedia einen Artikel haben. Dieses ist eine Teilliste mit 17 Einträgen von Personen, deren Namen mit den Buchstaben „Morp“ beginnt.

## Morp

### Morpe
- Morper, Hans (1907–1981), deutscher Journalist und Mundartschriftsteller
- Morper, Johann Joseph (1899–1980), deutscher Kunsthistoriker

### Morph
- Morphett, John (1809–1892), australischer Politiker, Präsident des South Australian Legislative council
- Morphia von Melitene, Ehefrau von Balduin II.
- Morphis, Joseph L. (1831–1913), US-amerikanischer Politiker
- Morphy, Alonzo (1798–1856), US-amerikanischer Jurist und Politiker
- Morphy, Paul (1837–1884), US-amerikanischer SchachspielerPaul Morphy (1837–1884)

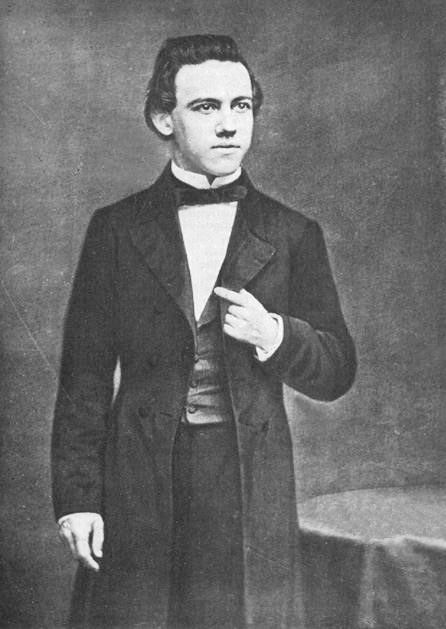
Paul Morphy (1837–1884)

### Morpu
- Morpurgo Davies, Anna (1937–2014), britische Sprachwissenschaftlerin (Indogermanistin) italienischer Herkunft
- Morpurgo, Alfred (1899–1973), surinamischer Politiker und Journalist
- Morpurgo, Alma (1901–2002), italienische Schriftstellerin und Übersetzerin
- Morpurgo, Elio (1858–1944), italienischer Politiker und NS-Opfer
- Morpurgo, Elio von (1804–1876), österreichischer Reeder und Industrieller
- Morpurgo, Enrico (1894–1972), italienischer Autor, Romanist, Italianist, Kunsthistoriker und Historiker der Zeitmessung, der in den Niederlanden wirkte
- Morpurgo, Joseph Lazarus (1759–1835), austro-italienischer Kaufmann, Literat und Spezialist für Transportversicherungen
- Morpurgo, Luciano (1886–1971), italienischer Fotograf und Schriftsteller
- Morpurgo, Michael (* 1943), britischer Schriftsteller
- Morpurgo, Rachel Luzzatto (1790–1871), jüdisch-italienische Dichterin und Hebraistin